# Deutscher Rugby-League-Verband
Als offizieller Deutscher Rugby-League-Verband gilt seit 2015 die Nationale Rugby League Deutschland e. V. (NRLD) mit Sitz in Hattingen.
Der NRLD ist als Dachverband für das seit 2004 organisiert in Deutschland gespielte Rugby League von der European Rugby League Federation (RLEF) anerkannt. Er trägt die Verantwortung für die deutsche Nationalmannschaft, den bundesweiten Ligabetrieb und die Entwicklung der Sportart in Deutschland. Der Vorstand des NRLD besteht aus drei gewählten Mitgliedern, die von einem erweiterten Management unterstützt werden.
Der NRLD wurde im Juni 2015 von der RLEF als Mitglied aufgenommen und ersetzte den im März 2015 aufgelösten Dachverband Rugby League Deutschland e. V. (RLD), der seit 2007 der RLEF angehörte und bereits 2005 zwei erste internationale Partien organisierte. Ende Juli 2005 verlor die deutsche Nationalmannschaft mit 13:18 gegen eine schottische Studierendenauswahl und Anfang August desselben Jahres ging mit 28:34 ein erstes inoffizielles Länderspiel gegen die Niederlande verloren. Daneben nahmen zahlreiche dem RLD angehörende Vereine an nationalen und internationalen Turnieren teil, wie vier Vereine aus Süddeutschland (RFC Heidelberg, RFC Karlsruhe, RL Stusta München, RFC Bad Reichenhall) sowie einer in Österreich (RFC Salzburg) am Alpine League Championship.